# Friedrich Ungerer
Friedrich Ungerer (* 7. November 1937 in München) ist ein deutscher Anglist.

## Leben
Von 1956 bis 1961 studierte er Englisch und Deutsch an der Universität München und University of Wales. Nach der Promotion am 9. Oktober 1964 in München und der Habilitation 1988 ebenda war er von 1994 bis 2003 Professor (C4) für Englische Sprachwissenschaft an der Universität Rostock.

## Schriften (Auswahl)
- A grammar of present-day English. Stuttgart 1984, ISBN 3-12-505800-7.
- Syntax der englischen Adverbialien. Tübingen 1988, ISBN 3-484-30215-1.
- Englische Grammatik heute. Stuttgart 2012, ISBN 978-3-12-505709-8.
- Salve & hello. Portfolio für den parallelen Fremdsprachenunterricht in Latein und Englisch. Bamberg 2014, ISBN 3-7661-5663-2.